# Lindernia crustacea
Lindernia crustacea é uma espécie botânica do gênero Lindernia pertencente à família Linderniaceae.